# Mamadou Diabaté (koriste)
Pour les articles homonymes, voir Diabaté.
Ne doit pas être confondu avec Mamadou Diabaté (balafoniste).
Mamadou Diabaté, né en 1975 à Kita au Mali, est un musicien malien principalement joueur de kora

## Biographie
Mamadou Diabaté est le fils d'un joueur de kora, Djelimory Diabaté. Ses cousins Toumani Diabaté et Mamadou Sidiki Diabaté dit Madou sont également renommés dans la pratique de cet instrument. C'est donc naturellement qu'il est lui-même devenu un spécialiste de cette harpe africaine à 21 cordes et qu'il perpétue la tradition musicale mandingue. Sa musique est également prospective et il n'hésite pas à s'entourer de musiciens de jazz comme le bassiste américain Ira Coleman qui l'accompagne sur l'album Tunga.

## Discographie
- Tunga (Alula Records, 2000)
- Heritage (World Village, 2006)
- Behmanka (World Village, 2005)
- Douga Mansa (World Village, 2008)
- Strings Tradition (Felmay Records, 2009)
- Courage (World Village, 2011)